# Granswang
Granswang ist ein Gemeindeteil des Marktes Hohenfels in Landkreis Neumarkt in der Oberpfalz in Bayern.

## Geographische Lage
Der Weiler liegt im oberpfälzischen Jura der Südlichen Frankenalb etwa 5 km nordöstlich von Hohenfels auf ca. 554 m ü. NHN. Durch den Ort führt die Kreisstraße NM 32. Circa 400 m südlich verläuft die Bundesautobahn 3; die nächste Auffahrt ist die AS 94 Parsberg im Osten.

## Geschichte
Etwa 370 m südsüdöstlich von Granswang befindet sich ein hallstattzeitliches Gräberfeld, wo insbesondere 1989 Funde gemacht wurden.
Granswang ist 1269 erstmals urkundlich genannt, als Friedrich von Raitenbuch und seine Nachkommen das Erbschenkenamt des Hochstifts Regensburg zugesprochen bekam, zu dem u. a. Rechte und Zehente zu Granswang gehörten. 1382 ist diese Verleihung auch im Lehenbuch des Hochstifts festgehalten. Im 16. Jahrhundert war die Gerichtsbarkeit über den Ort, insbesondere der Kirchweihschutz, zwischen dem Amt Hohenfels der Parsberger und dem pfalz-neuburgischen Amt Velburg der Wiesbecken strittig; der Streit zog sich bis in die zweite Hälfte des 18. Jahrhunderts hin, ohne dass er endgültig beigelegt wurde. Um 1600 ist „Graßwang“ im Kartenwerk von Christoph Vogel verzeichnet und der Hofmark Raitenbuch des Amtes Hohenfels zugeordnet; die Hofmarksgerechtigkeit war 1331 von Kaiser Ludwig den Raitenbuchern verliehen worden.  Gegen Ende des Alten Reiches, um 1800, bestand Granswang  unter der hohen Gerichtsbarkeit des oberpfälzischen Amtes Hohenfels aus zwei Halbhöfen, einem Viertelhof und zwei kleineren Anwesen.
Im Königreich Bayern wurde um 1810 der Steuerdistrikt Raitenbuch im Landgericht Parsberg (später Landkreis Parsberg) aus zwölf Orten gebildet, unter ihnen der Weiler Granswang. Mit dem zweiten bayerischen Gemeindeedikt von 1818 entstand daraus die gleichnamige Ruralgemeinde mit nunmehr sieben Orten (im 20. Jahrhundert elf Orte), darunter wiederum Granswang. Diese Gemeinde wurde zum 1. Mai 1978 nach Hohenfels eingemeindet. Seitdem ist Granswang ein Gemeindeteil von Hohenfels.

### Gebäude- und Einwohnerzahl
- 1830: 32 Einwohner, 6 Häuser, 1 Kirche[9]
- 1838: 39 „Seelen“, 7 Häuser[10]
- 1861: 42 Einwohner, 14 Gebäude[11]
- 1871: 45 Einwohner, 17 Gebäude, an Großviehbestand 1873 36 Stück Rindvieh[12]
- 1900: 31 Einwohner, 6 Wohngebäude[13]
- 1925: 31 Einwohner, 5 Wohngebäude, katholische Schule[14]
- 1950: 30 Einwohner, 5 Wohngebäude[15]
- 1970: 32 Einwohner[16]
- 1987: 29 Einwohner, 5 Wohngebäude, 6 Wohnungen[17]

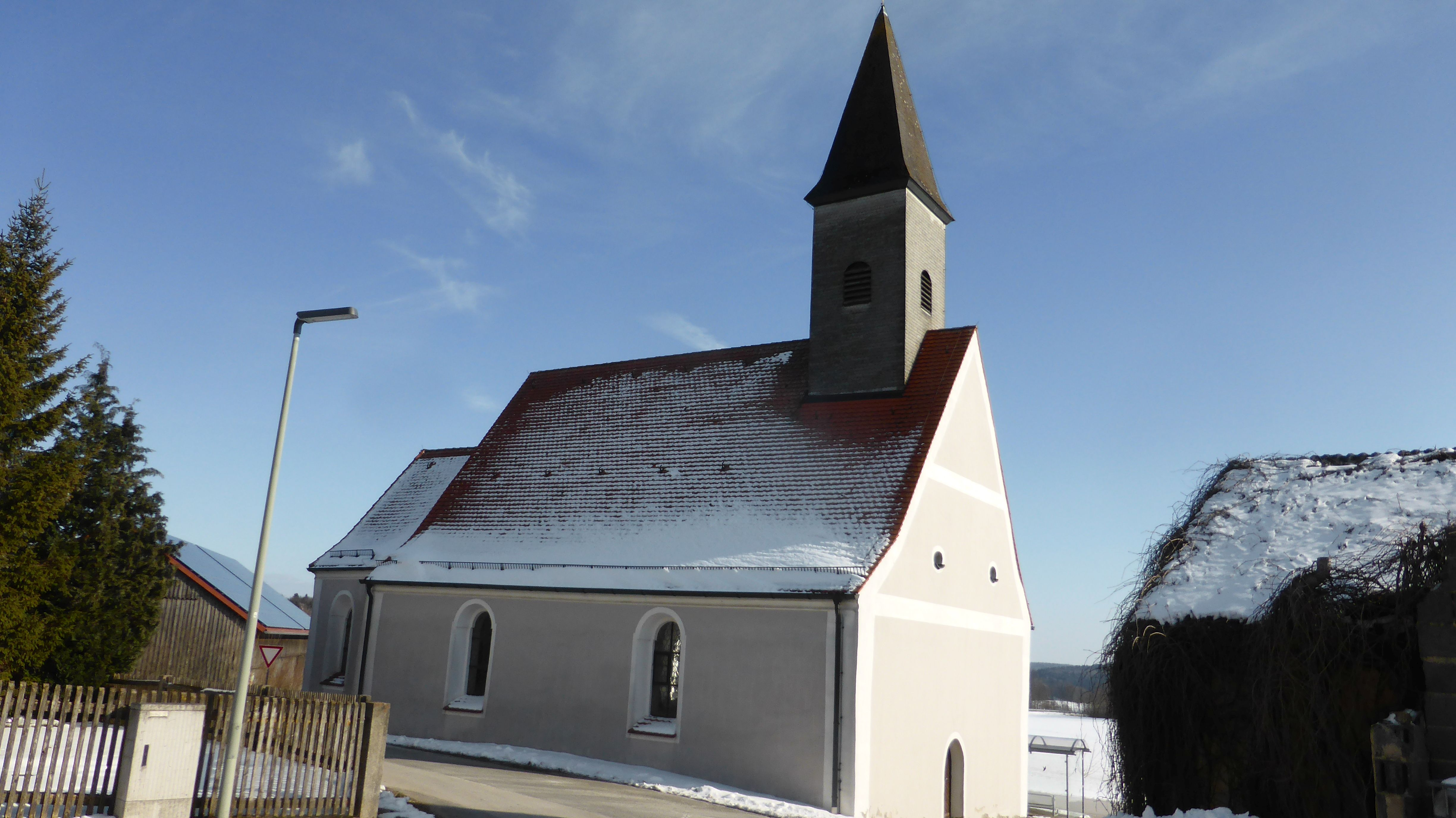
Die Dorfkirche

### Kirchliche Verhältnisse
Granswang gehörte ursprünglich zur katholischen Pfarrei See und wurde 1808 zu St. Barbara zu Lupburg im Bistum Regensburg gegeben. Die Kinder gingen im 19. Jahrhundert 5,5 km weit nach Lupburg, um 1925 1,6 km weit nach Raitenbuch in die katholische Schule. Die Dreifaltigkeitskirche von Granswang (früher mit dem Patronat St. Germanus) gilt als Nebenkirche zu Lupburg. Der gotische Bau aus dem 15. Jahrhundert, eine Saalkirche mit Dachreiter nach 1900, wurde im 17. Jahrhundert barockisiert, als Granswang noch ein Wallfahrtsort war. Die Kirche gilt als Baudenkmal.